# LOKA (バンド)
LOKA（ロカ）は、日本のロックバンド。フロントマンのKihiroを中心に結成される。SEX MACHINEGUNSとWizardの元メンバーがいるということもあり、Kihiroが過去に組んでいたバンドのsupeよりもLOKAはヴィジュアル系にインスパイアを受けている。LOKAという言語はサンスクリット語で「世界」を意味しており、日本国内に留まらない活動も目指している。

## 来歴
kihiroはSupe時代に約7年間アメリカ西海岸を中心に活動。アメリカでもアルバムやシングルをリリースし、年間100本近くのライヴを行なっていた。2010年に＜サマーソニック＞出演後、バンドとして無期限の活動を休止。2011年にはAll the World is Waiting for the Sunというバンドも結成するが、わずか数本のライヴで解散。そんな中、2012年に新たに立ち上げたのがLOKAだった。その後、All the World is Waiting for the Sunでも共に活動し、SEX MACHINEGUNSを脱退したKEN'ICHI（Dr）が加入。バンドとして8月から本格始動した。
LOKAは初音源となる5曲入りEP「“01”-zero one-」をリリース。ソングライティングやアレンジには、土屋アンナや安室奈美恵まで様々なレコーディングやツアー・サポートもこなす大村真司（G）、元UZUMAKIのギタリストでもあるSIGMA X81（木村創）が全面的に参加。Sexy,Bad & Heavyをテーマとして掲げている。「“01”-zero one-」は8月8日に発売され、発売前にオフィシャル・サイトには、収録曲のひとつ「Everybody Rock'N Roll」のミュージック・ビデオがアップロードされている。
2012年7月29日に渋谷THE GAMEでイベントAMBITIOUS！！ Episode 2に出演。それがLOKAとして初のステージとなった。当時、正式メンバーは二人だったが、サポートを加えたバンド形態でのステージになった。同年8月下旬から全国ツアーROCKA TEQUILA TOURもスタートした。
バンド結成後1年にして台湾夏フェス"FORMOZ FES'13"の出演オファーを受け、同年10月にはインドネシアで2日間ヘッドライナー公演。更には同年11月に初のヨーロッパツアーのオファーを受け6カ国10公演をこなし、その中ではドイツ、オーストリアにてワンマン公演を成功させ、またJAPAN EXPOベルギーの出演。12月には国内初のワンマンを達成し大盛況に2013年を終える。
2014年6月から7月にかけJAPAN EXPOフランスの出演の他10カ国16公演の世界ツアーを敢行。昨年同様、ドイツ、オーストリアでのワンマンに加え、さらにはポーランド、チェコ、オランダ、フランスでもワンマン公演を果たした。
2014年9月にはセカンド・アルバム"QUATTRO"を発売しており、国内ツアーも約50本敢行。
2015年8月にベースの勝己が、9月28日の新宿LOFT公演をもってバンドを脱退することを発表した。
2015年12月 ベースにMiroが正式加入。
2016年12月末日に結成初期から在籍していたギターのSINが脱退。
2018年11月17日のライブをもって結成初期から在籍していたドラムのKEN'ICHIが脱退。
2019年1月1日をもって、サポートで参加していたドラムのKENが正式加入。

## 音楽性
新ジャンルElectric Dance Metalを掲げている。インダストリアル等の要素を取り入れクラブでも聞ける様なサウンドが特徴。

## メンバー
現在のメンバー
- Vo：Kihiro (キヒロ) exsupe、UNDIVIDE
- Gt：RIU
- Ba：MIRO (ミロ)
- Dr：KEN

旧メンバー
- Gt：SIN (シン)  exWizard
- Ba：勝己 (カツミ)
- Dr：KEN'ICHI (ケンイチ) ex SEX MACHINEGUNS

## ディスコグラフィー

### シングル
- Make it Through　（2012年3月11日発売）※現在、配信販売のみ
- Don't ever leave me out (Piano Remix)　（2013年5月3日発売）※現在、配信販売のみ
- ALIVE Acoustic Version　（2013年5月3日発売）※現在、配信販売のみ
- FROM YESTERDAY　（2013年6月9日発売）※現在、配信販売のみ

### アルバム
|     | 発売日        | タイトル | 規格品番  | 収録曲 | 備考              |
| --- | ------------- | -------- | --------- | --- | ----------------- |
| 1st | 2012年11月7日 | EnFLAME  | CTLR-1005 | 1. SLICK 2. CLUB ROCK SHIT 3. JIVE 4. YELLOW CHERRY 5. PYTHON 6. LEFT OF ME 7. OBLIVION HEART 8. FIGHT NIGHT 9. ALIVE                                    |                   |
| 2nd | 2014年9月3日  | QUATTRO  | CTLR-1011 | 1. SEITEN NO AKATSUKI 2. ARISE 3. BREATHE ME OUT THE SHADOW 4. FROM YESTERDAY 5. ELEVENTH HOUR 6. DAEDALUS 7. GHOST 8. TSUBASA TRIGGER 9. EDEN 10. MAYBE | オリコン最高210位 |
| 3rd | 2016年4月6日  | EVO:ERA  | CTLR-1013 | 1. PERFECT ENEMY 2. GOD GONE TO VEGAS 3. CALLING 4. THORN 5. NEW SKIN 6. HALF PAST LATE 7. STAY                                                          | オリコン最高296位 |

### シングルミックスアルバム
- CRISS x CROSS　（2013年7月2日発売）※ライヴ会場販売限定アルバム（廉価版）。

## ミュージックビデオ
| 曲名                                                                                         |
| 「Everybody Rock'N Roll」 「SLICK」 「FROM YESTERDAY」 「TSUBASA TRIGGER」 「PERFECT ENEMY」 |

## タイアップ
- 我王伝（2018年） オープニング曲「THORN」

## 主なライブ

### ワンマンライブ・主催イベント
- 2015年 - Sexy, Bad, Heavy II LOKA ONEMAN 2015!!
- 2016年 - LOKA New Release Event 「THE ORIGINS TOUR 2016」

### 出演イベント
- 2012年05月12日 - hide presents「Pink Spider2012」
- 2012年11月22日 - ROACH LIVE TOUR 2012″OKINAMERICA"
- 2013年05月05日 - THE GAME 10th anniversary AMBITIOUS!! Episode 10
- 2013年06月09日 - CHLOEと69xxx
- 2013年09月11日 - 9microphones presents "Fight Back"
- 2014年02月15日 - Subciety A.V.E.S.T project Vol.7
- 2014年02月21日 - EASTERN SILVER BULLET ～fade&LOKA Coupling Tour in Osaka～
- 2014年02月22日 - 【C-NOTE主催】OVER THE FENCE vol.1
- 2014年08月12日 - VIVA!AWAODORI!
- 2014年08月15日 - Silhouette from the Skylit「The Reflections」レコ発 秒速300mで駆け抜けるツアー
- 2014年09月19日 - NOISEMAKER MAZE TOUR 2014
- 2015年03月12日 - CACKOO presents [NEOMARKET]
- 2015年03月21日 - Zephyren presents A.V.E.S.T. project vol8
- 2015年05月24日 - DIAWOLF SHOWCASE [vol.3]
- 2015年07月17日 - BADASS GROOVE 2015
- 2015年08月15日 - DISCO INFERNO'15
- 2015年08月29日 - KITAZAWA TYPHOON 2015
- 2015年09月12日〜27日 - THE冠 マグロ漁より帰還ツアー2015秋～大漁旗をなびかせて～
- 2015年09月28日 - 新宿LOFT PRESENTS 歌舞伎町爆音祭 其ノ十九 ラウドにいこうぜ!
- 2015年10月03日 - MEGA☆ROCKS 2015
- 2016年01月29日 - Cell no.13 × Shinjuku club SCIENCE presents. 『AMBITIOUS!! Episode31』
- 2016年02月07日 - Kra & LOKA 2MAN LIVE「NEW BOND」
- 2016年04月16日 - PS COMPANY PRESENTS『明鏡止水vol.20』
- 2016年05月05日 - hide tribute2016 ーSTUPID Sideー
- 2016年07月15日 - GROWLY × U☆STONE presents "NEXT TO NEXT vol.1"
- 2016年07月18日 - PALOOZA感謝祭THE45th～P店長生誕祭～
- 2016年10月24日 - Enjoy Music,Enjoy Life 2016～PJ60#1～

## インタビュー
- 激ロック(2012年8月)[リンク切れ]
- 激ロック(2014年9月)[リンク切れ]